# Jagdstaffel 30
Jagdstaffel 30 – Königlich Preußische Jagdstaffel Nr. 30 – Jasta 30 jednostka lotnictwa niemieckiego Luftstreitkräfte z okresu I wojny światowej.

## Informacje ogólne
Jednostka została utworzona we Wrocławiu na bazie Feldflieger-Abteilung 52 16 grudnia 1916 roku. Po przybyciu z Jasta 1 pierwszego dowódcy Hansa Bethge w połowie stycznia 1917 roku jednostka uzyskała zdolność bojową 21 stycznia. 25 stycznia dotarła na front zachodni do okupowanej Francji i została rozmieszczona na lotnisku w Phalempin. W marcu 1918 roku jednostka została przydzielona w obszar operacji 6 Armii.
Eskadra walczyła przede wszystkim na samolotach Pfalz D.III, Halberstadt D.II i Albatros D.V. Godłem eskadry był pomarańczowy romb malowany na kadłubach, skrzydłach oraz statecznikach poziomych od górnej strony samolotu.
Jasta 30 w całym okresie wojny odniosła ponad 59 zwycięstwa nad samolotami nieprzyjaciela oraz 4 nad balonami obserwacyjnymi. W okresie od 15 lutego 1917 do listopada 1918 roku jej straty wynosiły 12 zabitych w walce, 3 rannych oraz 5 pilot dostał się do niewoli.
Łącznie przez jej personel przeszło 5 asów myśliwskich:
Hans Bethge (17), Hans-Georg von der Marwitz (14), Joachim von Bertrab (5), Hans Oberlander (5), Hans Joachim Buddecke.

## Dowódcy Eskadry
| Stopień      | Nazwisko                   | Okres                   |
| ------------ | -------------------------- | ----------------------- |
| Podporucznik | Hans Bethge                | 14.01.1917 – 10.11.1917 |
| Porucznik    | Kurt Preissler             | 10.11.1917 – 10.12.1917 |
| Podporucznik | Hans Bethge                | 10.12.1917 – 15.01.1918 |
| Porucznik    | Kurt Preissler             | 15.01.1918 – 19.01.1918 |
| Podporucznik | Hans Bethge                | 19.01.1918 – 17.03.1918 |
| Porucznik    | Kurt Preissler             | 18.03.1918 – 16.04.1918 |
| Porucznik    | Hans-Georg von der Marwitz | 17.04.1918 – 17.06.1918 |
| Porucznik    | Hans Eggers                | 17.06.1918 – 21.06.1918 |
| Porucznik    | Richard Flashar            | 21.06.1918 – 1.07.1918  |
| Porucznik    | Kurt Müller                | 1.07.1918 – 25.07.1918  |
| Porucznik    | Hans-Georg von der Marwitz | 25.07.1918 – 1.08.1918  |
| Porucznik    | Hans Holthusen             | 1.08.1918 – 15.08.1918  |
| Porucznik    | Hans-Georg von der Marwitz | 15.08.1918 – 11.11.1918 |